# Jean-Baptiste-Joseph de Lubersac
Jean-Baptiste-Joseph de Lubersac, né le 15 avril 1740 à Chabrignac (Corrèze),  et mort le 30 août 1822 à Paris, est un prélat français du XVIIIe siècle.

## Famille
Jean-Baptiste-Joseph de Lubersac est le quatrième fils du comte de Lubersac-Chabrignac et de Jeanne Julie de Jumilhac. Il est le neveu et le filleul de Jean-Joseph de Jumilhac, archevêque d'Arles de 1746 à 1775, qui le soutient dans les débuts de sa carrière.

## Carrière ecclésiastique
Il est d'abord vicaire général d'Arles. En 1767, il est nommé aumônier du roi à la suite de la retraite de l'abbé de Chabannes. En 1773, il est désigné comme premier aumônier de madame Sophie, tante du Roi, et il obtient en commende l'abbaye de Notre-Dame de la Grenetière.  
Sa carrière épiscopale commence avec sa nomination à l'évêché de Tréguier en 1775. En 1780, il est transféré au diocèse de Chartres. Il fait publier un nouveau bréviaire et missel, inspiré des livres liturgiques parisiens. Il fait venir de Tréguier l'abbé Sieyès, qu'il nomme chanoine, chancelier et grand vicaire. 
Il est élu député du clergé du bailliage de Chartres aux états généraux (1789). Il est l'un des promoteurs de la fusion des trois ordres et de l'abolition des privilèges. Puis, opposé aux décrets religieux de la Constituante, il refuse de prêter serment à la constitution civile du clergé (1790).  
Il émigre alors en Angleterre puis à Hildesheim en Allemagne.
À son retour en France, il démissionne de son siège. Après le concordat de 1801, il refuse un siège épiscopal afin de n'être pas contraint de nommer des prêtres constitutionnels. Bonaparte le nomme chanoine de Saint-Denis lors de la formation de ce chapitre. En raison de son âge, il refuse de retrouver son ancien siège de Chartres, que Louis XVIII lui propose en 1817.